# Eugenio Álvarez Gómez
Eugenio Álvarez Gómez, né le 4 juillet 1942 à Calamonte, est un homme politique espagnol, membre du Parti socialiste ouvrier espagnol (PSOE).

## Biographie
Eugenio Álvarez est maire de Calamonte entre 1979 et 1983, puis de 2015 à 2019.
Il siège sans interruption au sein du gouvernement de la communauté autonome d'Estrémadure entre 1983 et 2003, sous les mandats de Juan Carlos Rodríguez Ibarra : il est ainsi conseiller à l'Industrie et à l'Énergie de 1983 à 1986, puis conseiller aux Travaux publics et à l'Urbanisme jusqu'en 1995, et enfin conseiller à l'Agriculture jusqu'en 2003.
Entre 1983 et 1995, il est député de la circonscription de Badajoz à l'Assemblée d'Estrémadure. Il est élu sénateur de Badajoz lors des élections générales du 14 mars 2004. Il préside la commission de l'Agriculture, de la Pêche et de l'Alimentation du Sénat.
Au sein du Parti socialiste ouvrier espagnol d'Estrémadure (PSOE-Ex), il est président (honorifique) de la commission exécutive entre 1988 et 2004, Juan Carlos Rodríguez Ibarra occupant les fonctions exécutives de secrétaire général.